# Sporting Clube de Braga
El Sporting de Braga (oficialmente y en portugués, Sporting Clube de Braga), o simplemente y mayormente conocido como Braga es un club deportivo portugués situado en Braga. Fue oficialmente fundado el 19 de enero de 1921 como club de fútbol, su sección más representativa en la actualidad, y juega en la Primera División de Portugal.
El Sporting Braga tiene una rivalidad de larga data con el cercano club Vitória de Guimarães, con quien disputa el Derby do Minho.

## Historia

### Primeros años

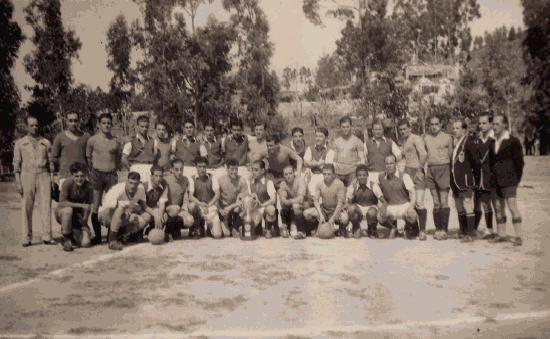
La plantilla del Braga (calzón blanco) comparte foto con los jugadores del Celta de Vigo antes de un amistoso (1945).

El Sporting Clube de Braga fue oficialmente fundado el 19 de enero de 1921 con el objetivo de impulsar el fútbol local. Junto a otras entidades menores ayudó a crear la Asociación de Fútbol de Braga en 1922 y participó en la primera edición del campeonato del distrito, del que se proclamaría campeón en sus cinco primeras ediciones (1922-1927) y de nuevo en la década de 1930 (1931-1936), con un dominio que solo sería discutido por su mayor rival, el Vitória de Guimarães.
En 1934/35 ingresaron en el sistema de ligas portugués dentro de la Segunda División. Aunque el Sporting de Braga trató de ascender por todos los medios, no lo conseguiría hasta la temporada 1946/47. Esa primera etapa en la élite se caracterizó por la inauguración del Estadio Primero de Mayo (1950) y por resultados desiguales en las competencias domésticas, similares a las de un equipo ascensor. Después de un descenso en 1961 no regresaría a la élite hasta tres años más tarde.
En la temporada 1965/66 el Braga obtendría su primer título nacional, tras vencer en la final de la Copa de Portugal al Vitória de Setúbal por 1-0, obra del argentino Miguel Perrichon. Aquel triunfo garantizaba su participación en la Recopa de Europa 1966/67, siendo eliminado en octavos por el Győri ETO húngaro. No obstante, en la liga volvió a pecar de irregularidad y encadenó otro descenso en 1970. Después de cinco años en la división de plata, en 1974/75 se proclamó campeón del Grupo Norte de Segunda y ascendió a la máxima categoría, sin perderla desde entonces.
Las actuaciones del Braga mejoraron a finales de los años 1970, con dos cuartos puestos consecutivos (1977/78 y 1978/79) y la irrupción de jugadores como Chico Faria, Chico Gordo, Dito y João Cardoso. Si bien las actuaciones en el campeonato doméstico fueron irregulares, sí se consiguieron éxitos como la Copa Federación de 1977, tres subcampeonatos de la Copa portuguesa de (1976/77, 1981/82 y 1997/98) y cinco clasificaciones para la Copa de la UEFA. Esta dinámica se mantuvo hasta finales del siglo XX.

### Situación actual

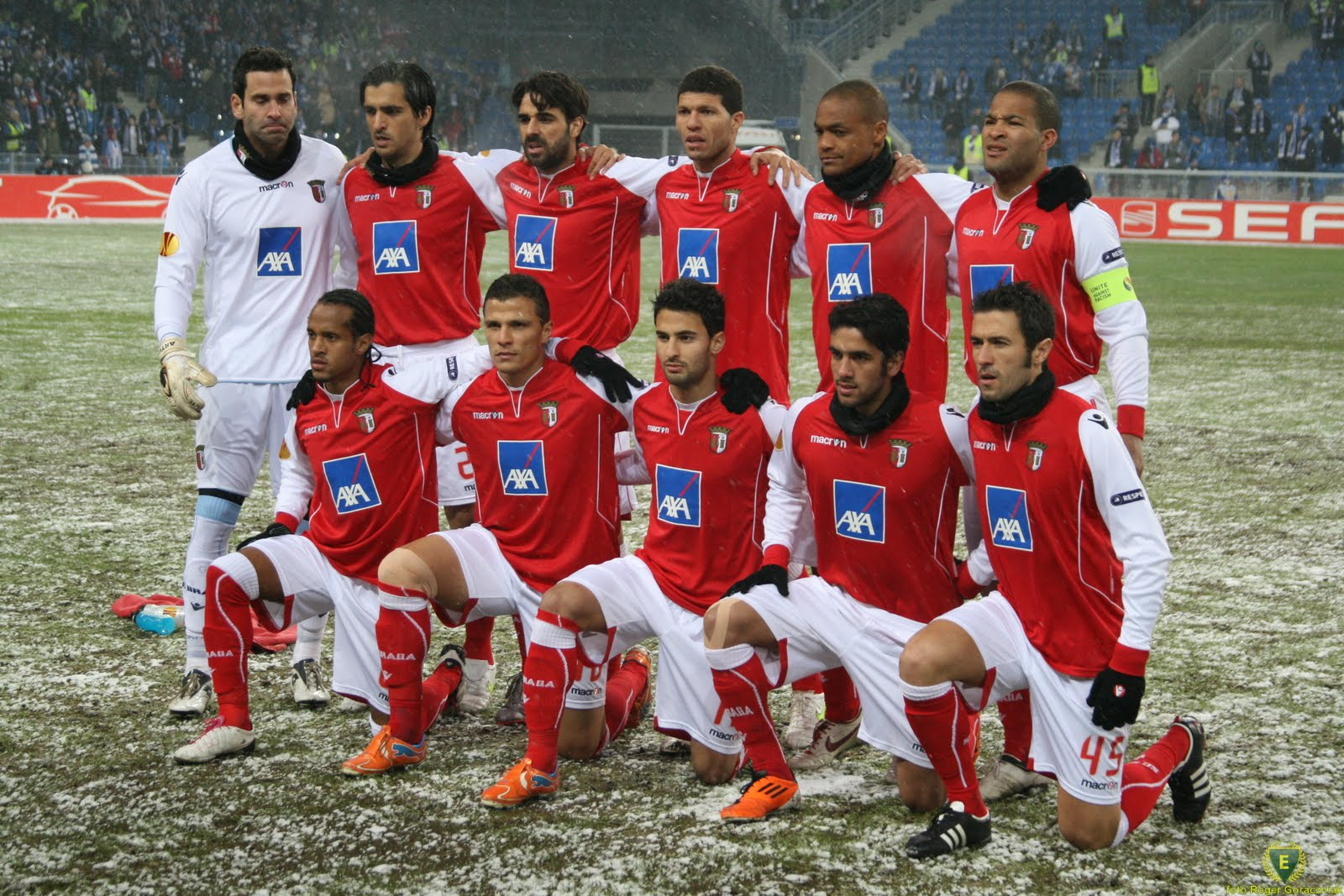
Plantel del S.C. Braga en 2011, año en que fueron finalistas de la Liga Europa.

En 2003 se producen dos acontecimientos importantes para el desarrollo del club. Por un lado, la inauguración del Estadio Municipal de Braga. Y por el otro, la llegada a la presidencia del empresario local António Salvador, acompañada de un proyecto para transformar el Braga en el cuarto equipo más importante del país. A partir de la temporada 2003/04 la entidad se convierte en fija de las competiciones europeas, quedándose a escasos puntos de los puestos de Liga de Campeones, y fue construyendo un bloque de jugadores en el que destacaron los nombres de Alan, Hugo Viana, Paulo César, Rodrigo Lima, Vandinho, Alberto Junior Rodriguez, Hélder Barbosa y Eduardo Carvalho.
El Sporting de Braga obtuvo en la temporada 2009/10 su mejor clasificación en la liga. Bajo las órdenes de Jorge Jesus, los rojiblancos fueron subcampeones de la Primeira Liga después de liderar la tabla durante toda la primera vuelta. Además, tuvieron un buen rendimiento en la última edición de la Copa de la UEFA al llegar hasta octavos de final desde la Copa Intertoto. Jesus fue reemplazado por Domingos Paciência.
En la temporada 2010/11 el Braga hizo su debut en la Liga de Campeones, obteniendo la clasificación a la fase de grupos luego de derrotar al Sevilla FC. Al finalizar tercero fue repescado para la Liga Europa de la UEFA y avanzó posiciones en el cuadro tras eliminar a Lech Poznań, Liverpool, Dinamo Kiev y finalmente Benfica. En la final se midieron a otro rival portugués, el FC Oporto, que terminaría derrotándoles por 1-0.
En la temporada 2012/13 fue campeón de la Copa de la Liga luego de derrotar al FC Oporto por 1-0 gracias a un gol de Alan. Sin imponerse nunca en liga, la Copa de Portugal se convirtió en su trofeo preferido: tras caer en la final de 2014/15 frente al Sporting de Portugal, la entidad pudo resarcirse al año siguiente y levantó el título en 2015/16 ante los portistas por 2-2, imponiéndose en la tanda de penaltis. Esta victoria llegó 50 años después de la primera Copa conquistada.
En la temporada 2019/2020 fue campeón de la Copa de la Liga luego de derrotar al FC Oporto por 1-0 gracias a un gol de Ricardo Horta, levantando así su segundo título de la Copa.
Durante la temporada 2020/2021 fue campeón de la Taça de Portugal luego de derrotar en la final al Benfica por un marcador de  2-0, gracias a goles de Lucas Piazón y Ricardo Horta, levantando así su tercer título de la Taça de Portugal.
En octubre de 2022, comunicó a la CMVM, comisión de mercado de valores inmobiliarios, que Qatar Sports Investments, grupo propietario del Paris Saint-Germain, adquirió 21,67% de su SAD.

## Uniforme
El Sporting de Braga utiliza desde 1921 una camiseta roja con mangas blancas, pantalón blanco y medias rojas, idéntica al Arsenal F.C. inglés. La teoría más extendida del cambio apunta al técnico húngaro József Szabó, quien aprovechó un viaje a Londres para adquirir equipaciones completas de ese equipo en Highbury y regalárselas a los futbolistas. Desde entonces, los bracarenses son apodados «Arsenal del Minho».
La equipación original era verde y blanca con calzón negro. Aunque esa era una copia de la usada entonces por el Sporting de Portugal, ambas entidades nunca tuvieron relación.
| 1911-1921 | Desde 1921 |

## Estadio

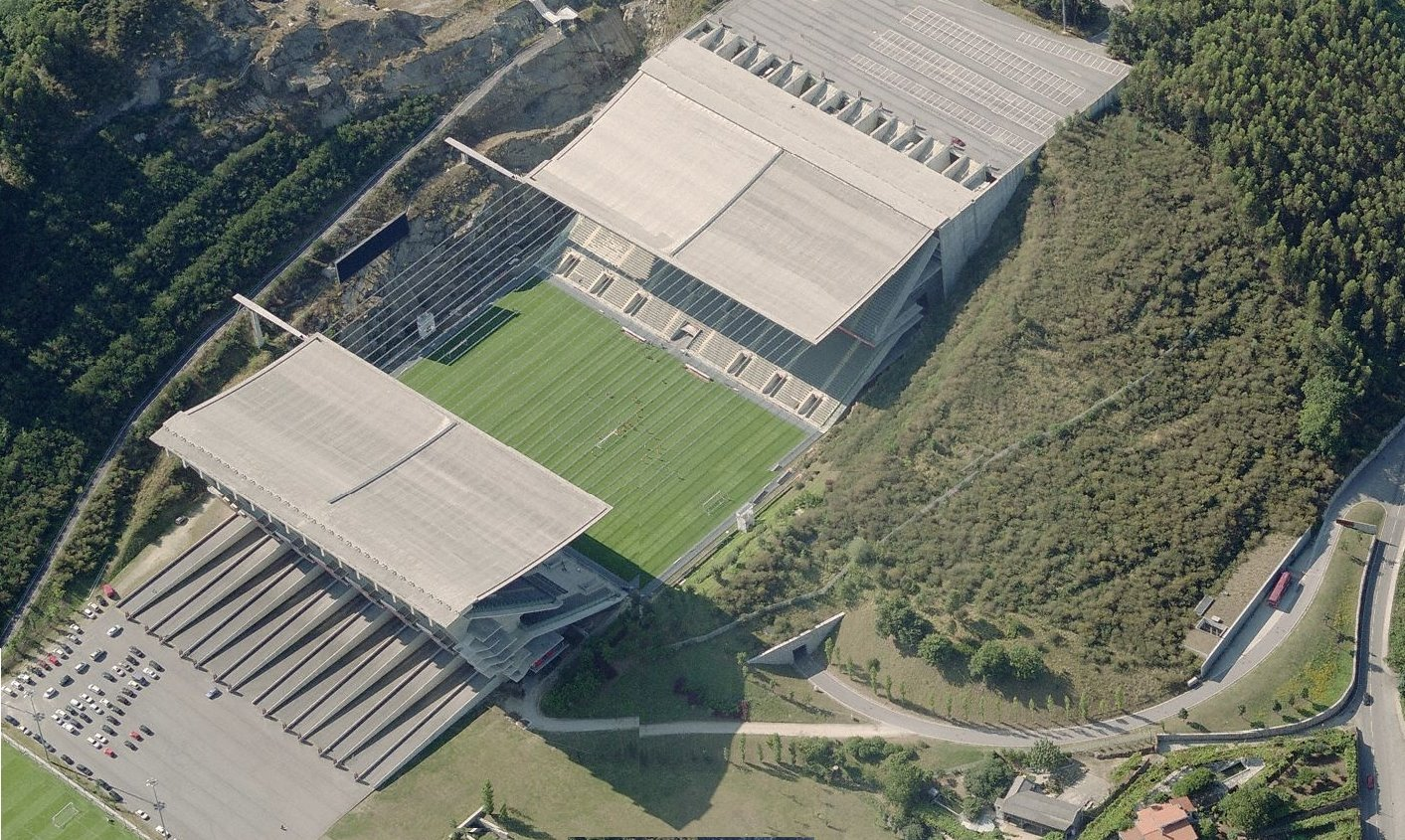
Vista aérea del Estadio Municipal de Braga.

El S. C. Braga disputa sus partidos en el Estadio Municipal de Braga, apodado «Estadio de la Cantera» (Estádio da Pedreira), con capacidad para 30.000 espectadores. Contemplada antes de su construcción como una de las sedes de la Eurocopa 2004 donde se jugaron dos partidos de dicha competición,  fue inaugurado el 30 de diciembre de 2003 con un coste de 200 millones de euros. Se encuentra a solo dos kilómetros de la Catedral de Braga.
El estadio destaca por su original diseño y por su integración con el entorno que le rodea. Construido sobre una antigua cantera de granito, el terreno de juego está flanqueado solo por dos gradas laterales. Uno de los fondos mantiene las paredes de roca de la cantera, mientras que el otro está descubierto y permite una vista panorámica de la ciudad. El arquitecto responsable, Eduardo Souto de Moura, ha sido reconocido por su labor con el Premio Pritzker en 2011.
Desde 1950 hasta 2003, el Sporting de Braga jugaba sus partidos en el Estadio Municipal Primero de Mayo. Actualmente es utilizado por el filial.

## Participación internacional

### Por competición
| Competición                  | Temp. | PJ  | PG | PE | PP | GF  | GC  | Dif. | Puntos | Mejor posición   |
| ---------------------------- | ----- | --- | -- | -- | -- | --- | --- | ---- | ------ | ---------------- |
| Liga de Campeones de la UEFA | 2     | 18  | 7  | 2  | 9  | 23  | 31  | -8   | 23     | Fase de grupos   |
| Liga Europa de la UEFA       | 20    | 139 | 61 | 31 | 47 | 203 | 174 | +29  | 214    | Subcampeón       |
| Recopa de Europa de la UEFA  | 3     | 10  | 6  | 1  | 3  | 13  | 11  | +2   | 19     | Cuartos de final |
| Copa Intertoto de la UEFA    | 1     | 2   | 2  | 0  | 0  | 5   | 0   | +5   | 6      | Campeón          |
| Total                        | 26    | 169 | 76 | 34 | 59 | 244 | 216 | +28  | 262    | 1 título         |

## Palmarés

### Torneos nacionales (6)
- Copa de Portugal (3): 1965-66, 2015-16, 2020-21
- Copa de la Liga de Portugal (3): 2012-13, 2019-20, 2023-24
- Copa de la Federación (1): 1976-77
- Segunda División de Portugal (2): 1946-47, 1963-64

### Torneos internacionales (1)
- Copa Intertoto de la UEFA (1): 2008

### Torneos amistosos
- Trofeo Luis Otero (1): 2004
- Copa do Minho (1): 2012
- Torneo de Guadiana (1): 2013

### Otros logros
- Subcampeón de la Primeira Liga (1): 2009-10.
- Subcampeón de la Copa de Portugal (5): 1976-77, 1981-82, 1997-98, 2014-15, 2022-23.
- Subcampeón de la Copa de la Liga de Portugal (2): 2016-17, 2020-21.
- Subcampeón de la Supercopa de Portugal (4): 1981-82, 1997-98, 2015-16, 2020-21.
- Subcampeón de la Liga Europa de la UEFA (1): 2010-11.

## Entrenadores
- József Szabó (1935-37), (1945), (1953-54)
- Mário Imbelloni (1955-56)
- Eduardo Viso (1955-56)
- József Szabó (1956-57), (1960-61)
- António Teixeira (1964-65)
- José Valle (1965-66)
- Rui Sim-Sim (1966)
- Manuel Palmeira (1966)
- Fernando Caiado (1966-67)
- José Valle (1967)
- José Maria Vieira (1967-68)
- Artur Quaresma (1968-69)
- Federico Passos (1969)
- Alberto Pereira (1969-70)
- Joaquim Coimbra (1970)
- José Carlos (1975-76)
- Mário Lino (1976-77)
- Hilário Conceição (1977)
- Mário Imbelloni (1977-78)
- Fernando Caiado (1978-79)
- Hilário Conceição (1979-80)
- Mário Lino (1980-81)
- Quinito (1981-82)
- Juca (1 de julio de 1982-30 de junio de 1983)
- Quinito (1983-85)
- Henrique Calisto (1985)
- Humberto Coelho (1 de julio de 1985-87)
- Manuel José (1987-89)
- Raul Águas (1990)
- Carlos Garcia (1990-92)
- Vitor Manuel (1992)
- António Oliveira (1992-94)
- Neca (1994)
- Manuel Cajuda (1 de julio de 1994-30 de junio de 1997)
- Fernando Castro Santos (1997-98)
- Vítor Oliveira (1 de julio de 1998-98)
- Carlos Manuel (1998)
- Manuel Cajuda (1 de abril de 1999-30 de junio de 2002)
- Fernando Castro Santos (2002-03)
- Jesualdo Ferreira (19 de abril de 2003-8 de mayo de 2006)
- Carlos Carvalhal (10 de mayo de 2006-8 de noviembre de 2006)
- Rogério Gonçalves (13 de noviembre de 2006-19 de febrero de 2007)
- Jorge Costa (19 de febrero de 2007-30 de octubre de 2007)
- António Caldas (interino) (31 de octubre de 2007-11 de noviembre de 2007)
- Manuel Machado (12 de noviembre de 2007-21 de abril de 2008)
- Jorge Jesus (20 de mayo de 2008-15 de junio de 2009)
- Domingos (20 de junio de 2009-30 de junio de 2011)
- Leonardo Jardim (1 de julio de 2011-30 de junio de 2012)
- José Peseiro (1 de julio de 2012-30 de junio de 2013)
- Jesualdo Ferreira (1 de julio de 2013-23 de febrero de 2014)
- Jorge Paixão (23 de febrero de 2014-23 de mayo de 2014)
- Sérgio Conceição (2014-15)
- Paulo Fonseca (2015-16)
- José Peseiro (1 de julio de 2016-15 de diciembre de 2016)
- Jorge Simão (17 de diciembre de 2016-26 de abril de 2017)
- Abel Ferreira (27 de abril de 2017-30 de junio de 2019)
- Ricardo Sá Pinto (3 de julio de 2019–23 de diciembre de 2019)[15]
- Rúben Amorim (27 de diciembre de 2019-3 de marzo de 2020)
- Custódio (3 de marzo de 2020-1 de julio de 2020)
- Artur Jorge (1 de julio de 2020-28 de julio de 2020)
- Carlos Carvalhal (28 de julio de 2020-16 de mayo de 2022)
- Artur Jorge (18 de mayo de 2022-3 de abril de 2024)
- Rui Duarte (3 de abril de 2024-30 de junio de 2024)
- Daniel Sousa (1 de julio de 2024-12 de agosto de 2024)
- Carlos Carvalhal (12 de agosto de 2024-19 de mayo de 2025)
- Carlos Vicens (28 de mayo de 2025-presente)